# Meziříčí (powiat Tabor)
Meziříčí – wieś i gmina w Czechach, w powiecie Tabor, w kraju południowoczeskim. Według danych z dnia 1 stycznia 2013 liczyła 168 mieszkańców.